# Ruth Warrick

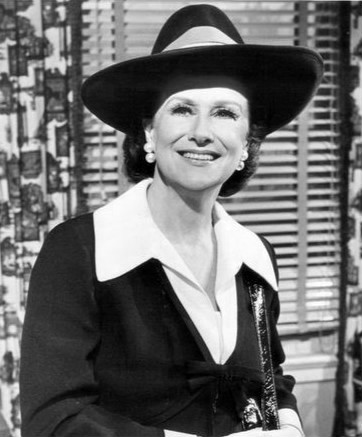
Ruth Warwick als Rhoebe Tyler

Ruth Warrick (* 29. Juni 1916 in St. Joseph, Missouri; † 15. Januar 2005 in New York City, New York) war eine US-amerikanische Schauspielerin.

## Leben und Wirken
Warrick begann ihre Karriere als Sängerin beim Radio, hatte ihren Durchbruch aber mit einer Nebenrolle in Orson Welles’ Filmklassiker Citizen Kane. Hier spielte sie als Emily Monroe Norton die erste Ehefrau der Titelfigur, die von ihrem Mann betrogen wird und sich daraufhin scheiden lässt. Welles wollte für die Rolle eine Frau, die nicht nur eine Dame „spielt“, sondern auch wirklich eine „ist“, und war von Warricks elegantem Auftreten beeindruckt.
In den folgenden Jahren spielte sie unter anderem in Blutrache (1941) neben Douglas Fairbanks junior sowie erneut unter der Regie von Welles in dem Thriller Von Agenten gejagt (1943). Der große Durchbruch im Filmgeschäft sollte Warrick allerdings nicht gelingen.
In den 1950ern wandte sie sich dem Fernsehen zu. Zunehmend übernahm sie Rollen in verschiedenen Serien und Seifenopern. Von 1956 bis 1960 verkörperte sie die Rolle der Edith Hughes Frey in der Seifenoper As the World Turns, in den 1960er-Jahren spielte sie insgesamt 88 Folgen der Fernsehserie Peyton Place. In Filmen war Warrick dagegen nur noch selten anzutreffen. 1970 übernahm sie eine Rolle in der Fernsehserie All My Children, die sich zu einem großen Erfolg entwickelte. Für ihre Darstellung der etwas wichtigtuerischen High-Society-Lady Phoebe Tyler Wallingford erhielt sie mehrere Emmy Awards. Ab Mitte der 1990er-Jahre stand sie altersbedingt nur noch sporadisch in All My Children vor der Kamera, hatte aber noch in einer wenige Tage vor ihrem Tod ausgestrahlten Folge einen letzten Auftritt.
Die Schauspielerin erhielt unter anderem einen Stern auf dem Hollywood Walk of Fame und 2004 einen weiteren Emmy für ihr Lebenswerk. Ruth Warrick, die sechsmal verheiratet war und drei Kinder hatte, verstarb 2005 im Alter von 88 Jahren an den Folgen einer Lungenentzündung.

## Filmografie (Auswahl)
- 1941: Citizen Kane
- 1941: Blutrache (The Corsican Brothers)
- 1943: Von Agenten gejagt (Journey into Fear)
- 1943: Auf ewig und drei Tage (Forever and a Day)
- 1944: Secret Command
- 1944: Guest in the House
- 1945: Am Himmel von China (China Sky)
- 1946: Onkel Remus’ Wunderland (Song of the South)
- 1947: Daisy Kenyon
- 1948: Triumphbogen (Arch of Triumph)
- 1950: Tanzen ist unser Leben – Let’s Dance (Let’s Dance)
- 1950: Three Husbands
- 1953: Springfield Story (Fernsehserie, fünf Folgen)
- 1956–1960: Jung und Leidenschaftlich (As the World Turns; Fernsehserie)
- 1961–1962: Father of the Bride (Fernsehserie, 34 Folgen)
- 1965–1969: Peyton Place (Fernsehserie, 88 Folgen)
- 1966: Tag der Abrechnung (Ride Beyond Vengeance)
- 1969: Hochwürden dreht sein größtes Ding (The Great Bank Robbery)
- 1970–2005: All My Children (Fernsehserie)
- 1984: Death Mask